# Дворище (област Кюстендил)
 За другото българско село с име Дворище вижте Дворище (област Стара Загора).  
Дворище е село в Западна България. То се намира в община Кюстендил, област Кюстендил.

## География
Село Дворище се намира в Кюстендилското поле, североизточно от гр.Кюстендил, по левия бряг на р.Струма, в западните поли на Конявската планина, по двата бряга на р. Поройо.
Махали: Шопска, Томанова, Мартинова, Агина (Митрева), Чорбаджийска.
Климат: умерен, преходно континентален.
През годините селото принадлежи към следните административно-териториални единици: Община Коняво (1949 – 1955), община Шишковци (1955 – 1956), община Коняво (1956 – 1978), община Кюстендил (от 1978 г.). 

## Население
| Година    | 1880 | 1900 | 1926 | 1934 | 1946 | 1956 | 1965 | 1975 | 1978 | 1984 | 2009 | 2013 |
| Население | 147  | 221  | 331  | 342  | 381  | 351  | 332  | 285  | 270  | 219  | 153  | 145  |

## История
Дворище е ново село, възникнало върху чифлишка земя, собственост на най-богатия през втората половина на ХІХ век кюстендилски турчин Мехмед-аа Челеби-Агин (починал през 1876 г.). Освобождението заварило селото почти изцяло кесимджийско. След 1878 г. селяните (тогава общо 21 домакинства) откупили цялата чифлишка земя от Зейнел бег, зет на Мехмед-аа, общо за сумата от 300 турски лири, като се задължили пред Българската земеделска банка да ги изплащат чрез годишни вноски.
През 1893 г. селото има 2020 декара землище, от които 1586 дка ниви, 220 дка пасища, 145 дка гори, 67 дка лозя и др. и се отглеждат 445 овце, 107 говеда, 81 кози и 40 коня. Основен поминък на селяните са земеделието, лозарството, овощарството и животновъдството. Развити са и домашните занаяти. В селото има воденица, бакалница, коларо-железарска работилница и шивач.
През 1904 г. е открито училище. През 1942 г. е основана Кредитна кооперация „Трудолюбие“, а през 1947 г. – читалище „Светлина“.
През 1956 г. е учредено ТКЗС „Климент Ворошилов“, което от 1979 г. е в състава на АПК „Осогово“ – гр. Кюстендил.
Селото е електрифицирано (1951), водоснабдено и частично канализирано. Част от улиците са асфалтирани.

## Религии
Село Дворище принадлежи в църковно-административно отношение към Софийска епархия, архиерейско наместничество Кюстендил. Населението изповядва източното православие.

## Обществени институции
- Кметски наместник.

## Културни и природни забележителности
- Старото селско училище.